# Whistler Blackcomb

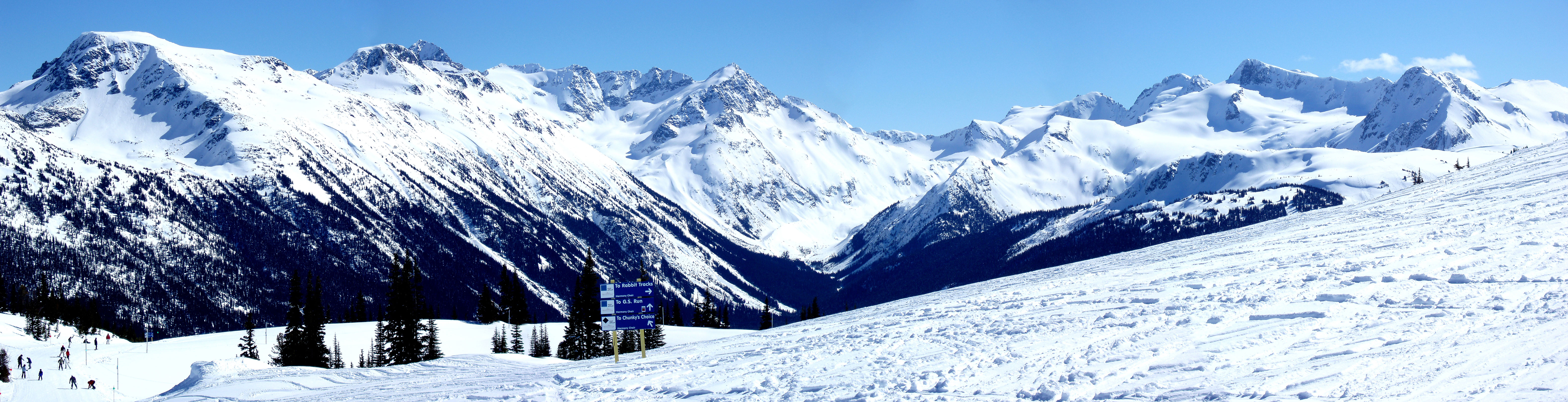
Whistler Blackbomb no inverno

Whistler Blackcomb é uma estação de esqui, localizada em Whistler, Colúmbia Britânica, Canadá. Ela engloba uma vila com diversos hotéis, restaurantes, bares e residéncias, muitas delas de férias. A vila está a 675 metros (2214 pés) acima do nível do mar, e está localizada a aproximadamente 126 quilómetros (78 milhas) de Vancouver, e do Aeroporto Internacional de Vancouver.

Existem duas montanhas preparadas para o esqui, a Whistler e a Blackcomb. O teleférico mais alto, em Blackcomb, situa-se a 2240 metros (7347 pés), e a área é acessada por 24 outros grandes teleféricos. A descida de 1562 metros (5123 pés, mas constantemente alterada para 5280 pés ou uma milha por questões meramente comerciais) em Blackcomb é maior do que qualquer outra estação de esqui na América do Norte. Whistler Blackcomb, a maior área de esqui na América do Norte, tem uma área esquiável de 8171 acres (33 km²), mais de 50% maior do que a de Vail no Estado do Colorado, as pistas, com 5289 acres (21 km²). Algumas pesquisas indicam que Whistler Blackcomb é a maior área destinada ao esqui no mundo, porém devido à prática de diversas estações de esqui Européias (as maiores na França, Áustria, e Suíça) de medir a área das pistas ao invés da área total, uma resposta definitiva seria atualmente imprecisa. Blackcomb possui uma geleira que permite condições favoráveis de esqui até mesmo no verão de Junho a Agosto. Whistler Blackcomb foi sede das Olimpíadas de Inverno de 2010, incluindo o Slalom e o GS masculino e feminino, e as competições de bobsleigh, luge, e skeleton.